# Lose My Mind (Dean Lewis)
Lose My Mind è un singolo del cantautore australiano Dean Lewis, pubblicato il 28 luglio 2017 come terzo estratto dall'unico EP Same Kind of Different.
Lewis ha spiegato: ""Lose My Mind" potrebbe essere la mia canzone preferita dell'EP. Racconta come ti senti quando stai per perdere una persona e non sai come farai a vivere senza di lei. Come se fosse la prima notte senza quella persona che per te c'è sempre stata. Ricordo di essermi sentito come oppresso perché quella persona se ne era andata. Come se stessi impazzendo."
Nell'agosto del 2017, il brano è stato utilizzato per uno spot per lo show 800 Words di Seven Network.
"Lose My Mind" è stato certificato disco di Platino in Australia.
Il 20 ottobre 2017 è stata rilasciata la versione acustica.

## Video musicale
Il videoclip è stato pubblicato il 25 settembre 2017 sul canale Vevo-YouTube del cantante.

## Classifiche
| Classifica (2017)                | Picco |
| -------------------------------- | ----- |
| Australia (ARIA)                 | 50    |
| Australian Artist Singles (ARIA) | 2     |